# Lừa hoang châu Âu
Lừa hoang châu Âu (Danh pháp khoa học: Equus hydruntinus) là một loài lừa hoang đã tuyệt chủng từng phân bố ở châu Âu. Chúng là một động vật họ Ngựa tuyệt chủng từ giữa và cuối kỷ Pleistocene của vùng Á-Âu. Tên của nó từ cụ thể, hydruntinus, nghĩa là từ Otranto (Hydruntum trong tiếng Latin).

## Hóa thạch
Nó xuất hiện lần đầu tiên trong báo cáo hóa thạch 300.000 năm trước hiện tại và không biến mất cho đến Holocene. Trong những năm cuối Pleistocen nó đã lan rộng khắp phần lớn Tây Âu-Á từ Trung Đông đến châu Âu, đặc biệt là dọc theo Địa Trung Hải, với các báo cáo hóa thạch từ Sicily, Thổ Nhĩ Kỳ, Tây Ban Nha, Pháp và Bồ Đào Nha. Ở phía đông dãy núi này dường như kéo dài ít nhất đến Volga và Iran.
Ở phía Bắc nó đạt gần tới Biển Bắc tại Đức. Có thể là bán đảo Iberia "encebro", đã tuyệt chủng trong tự nhiên từ thế kỷ 16, có thể tương ứng với các hydruntinus Equus. Hình thái lừa hoang châu Âu có thể được phân biệt với con lừa và hemiones đặc biệt răng hàm của nó và mũi tương đối ngắn. Các vị trí có hệ thống chính xác vẫn chưa rõ ràng, nhưng phân tích di truyền và hình thái học cho rằng nó có liên quan chặt chẽ đến sự lừa hoang châu Á.